# Ahmed el-Saharty
Ahmed Abdel Hamid el-Saharty (in arabo احمد عبد الحميد السحرتي‎?; 26 agosto 1950) è un ex cestista egiziano.

## Carriera
Con l'Egitto ha disputato due edizioni dei Giochi olimpici (Monaco 1972 e Montréal 1976) e i Campionati mondiali del 1970.